# Киккас, Юхан
Юхан «Яан» Киккас (эст. Juhan Kikkas, 5 июня 1892 — 9 марта 1944) — эстонский тяжелоатлет, призёр Олимпийских игр в Париже (1924). Выступал в весовой категории до 75 килограммов.
Начал заниматься тяжёлой атлетикой лишь в 1921 году. Киккас установил мировой рекорд в толчке во время Олимпийских игр 1924 года.
Погиб при бомбардировке Таллина во время Второй мировой войны.

## Биография
Юхан Киккас родился 5 июня 1892 года в городе Валга, Российская империя. Также был известен по прозвищу Яан, под этим именем он указывается в документах Международного Олимпийского комитета.
Был владельцем слесарской мастерской в Таллине.
Юхан Киккас погиб во время советской бомбардировки Таллина в 1944 году во время Второй мировой войны. Похоронен в Таллине на кладбище Лийва.

## Карьера
В молодости увлекался велоспортом, тяжёлой атлетикой занялся лишь в 1921 году. Его примером для подражания был первый олимпийский чемпион из Эстонии, тяжелоатлет Альфред Неуланд. С 1922 года выступал за сборную своей страны.
Входил в спортивный кружок Лиги защиты Валка, а затем перешёл в Калев из Тарту.
В 1922 году принял участие в проходившем в Таллине чемпионате мира и занял четвёртое место в своей весовой категории.
В 1923 году он завоевал серебряную медаль Чемпионата Балтики, а на Гётеборгских играх 1923 года с результатом 262,5 килограммов в троеборье завоевал серебряную медаль.
В 1924 году стал обладателем бронзовой медали на Олимпийских играх в Париже в весовой категории до 75 килограммов. Его суммарный результат составил 450 килограммов в сумме пятиборья (70 кг рывок одной рукой + 87,5 кг толчок одной рукой + 80 кг жим + 85 кг рывок + 127,5 кг толчок). Результат в толчке (127,5 кг) стал мировым рекордом.
В 1925 году Киккас стал чемпионом Эстонии. Этот национальный титул стал единственным в его карьере. За карьеру он установил ещё 5 олимпийских и 3 национальных рекорда.